# Егоров, Александр Георгиевич
Александр Георгиевич Егоров (род. 28 июня 1945, Кумылженская, Сталинградская область) — советский и российский учёный-правовед, кандидат юридических наук, профессор, специалист в области криминалистики. Начальник Саратовского юридического института МВД России (1996—2001), декан юридического факультета ВолГУ (с 2002), генерал-майор милиции. Заслуженный юрист Российской Федерации.

## Биография
Александр Георгиевич Егоров родился 28 июня 1945 года в станице Кумылженской (ныне — Волгоградской области).
- 1972 год — окончил Саратовский юридический институт имени Д. И. Курского.
- 1972 год — 1977 год — старший эксперт ОВД Вольского района Саратовской области.
- 1977 год — 1992 год — на преподавательской и научной работе в Высшей следственной школе МВД СССР. Последовательно занимал должности преподавателя, старшего преподавателя, начальника кафедры криминалистики, начальника кафедры экспертно-криминалистических дисциплин.
- 1982 год — защита диссертации на соискание учёной степени кандидата юридических наук на тему «Определение дистанции и направления выстрела по делам, связанным с применением дробовых охотничьих ружей» под руководством профессора Владимира Васильевича Степанова.
- 1992 год — 1993 год — заместитель начальника Саратовской высшей школы МВД России по научной работе.
- 1993 год — 1996 год — заместитель начальника Саратовской высшей школы МВД России по учебной работе.
- 1996 год — 2001 год — начальник Саратовского юридического института МВД России.
- С 2001 года — генерал-майор милиции в отставке.
- С 2002 года — декан юридического факультета Волгоградского государственного университета, профессор кафедры уголовного процесса и криминалистики.

В свободное время занимается коллекционированием военной атрибутики времён Великой Отечественной войны.

## Научная деятельность
В область научных интересов А. Г. Егорова входит изучение оружия и следов его применения. Специалист в области криминалистического оружиеведения.
Автор более 30 научных работ. Под его руководством защищено 15 кандидатских диссертаций.

## Награды
- Медали «За безупречную службу» I, II и III степени
- Медаль «Ветеран труда»
- Медаль «200 лет МВД России»
- Заслуженный юрист Российской Федерации
- Почётный работник высшего профессионального образования Российской Федерации

## Избранные публикации

### Диссертации
- Егоров А. Г. Определение дистанции и направления выстрела по делам, связанным с применением дробовых охотничьих ружей. Дисс. … канд. юрид. наук.. — Саратов: СЮИ МВД, 1982.

### Монографии, учебные пособия
- Егоров А. Г., Воронков Л. Ю., Матов О. Р., Федоренко В. А. Выявление следов рук на объектах судебно-баллистической экспертизы: учебное пособие. — Саратов: Издательство СЮИ МВД России, 1998. — 26 с. — ISBN 5-7485-0009-4.
- Стальмахов А. В., Егоров А. Г., Сумарока А. М. Холодное и метательное оружие: криминалистическая экспертиза: учебник. — Саратов: Издательство СЮИ МВД России, 2000. — 152 с. — ISBN 5-7485-0052-3.
- Сухарев А. Г., Калякин А. В., Егоров А. Г., Головченко А. И. Трасология и трасологическая экспертиза: учебник. — Саратов: Издательство СЮИ МВД России, 2010. — 419 с. — ISBN 978-5-7485-0580-2.

### Статьи
- Егоров А. Г., Плескачевский В. М. Возможность идентификации пистолетов по пуле меньшего калибра // Экспертная практика : научный журнал. — 1982. — № 19.
- Егоров А. Г., Зайцев В. Ф., Плескачевский В. М. Устройство для получения экспериментальных следов канала ствола охотничьих ружей // Экспертная практика : научный журнал. — 1985. — № 23. — С. 101.
- Егоров А. Г., Хрусталев В. Н. Проблемы и перспективы подготовки экспертов в специализированных вузах МВД России // Экспертная практика : научный журнал. — 2001. — № 51. — С. 112.